# Angel Witch
Az Angel Witch (vagy Angelwitch) egy brit heavy metal együttes, amely a NWOBHM (New Wave of British Heavy Metal) mozgalom részeként alakult 1977-ben, Londonban. Az évek során azonban áttértek a doom metal műfajra is. Jelenleg három taggal rendelkeznek: Kevin Heybourne-nal, Will Palmerrel és Jimmy Martinnal.
Az Angelwitch eredetileg Lucifer néven alakult meg. Az akkori felállás ez volt: Kevin Haybourne (gitár, ének), Rob Downing (gitár), Steve Jones (dob) és Barry Clements (basszusgitár). Az évek során ez a felállás alaposan lecserélődött. Ennek ellenére egészen a mai napig működnek. Fennállásuk alatt 4 nagylemezt jelentettek meg. Többször feloszlottak. Először 1977-től 1982-ig működtek, majd 1984-től 1998-ig, végül 2002-től napjainkig.
Sok együttesre hatott ez a zenekar, például a Megadeth-re is, Dave Mustaine egyszer egy Angel Witch-es pólót hordott egy riport alatt. A Celtic Frost és a Death is jelentős hatásként említi meg ezt a zenei társulatot. Több együttes is feldolgozta az Angelwitch számait, pl.: Six Feet Under, Onslaught, S.A.Slayer, Exodus, Skull Fist.
A zenekar dalai videojátékokban és filmekben is megjelentek. 2013-ban az "egyalkalmas" basszusgitáros, Jon Torres, 51 évesen elhunyt.

## Diszkográfia

### Stúdióalbumok
- Angel Witch (1980)
- Screamin'n'Bleedin' (1985)
- Frontal Assault (1986)
- As Above, So Below (2012)
- Angel of Light (2019)[1]